# Bomfunk MC's
Bomfunk MC's — фінська музична група, який виконує танцювальну електронну музику з елементами хіп-хопу.

## Історія
Гурт створений у 1998 році. У 1999 вибухнув своїм альбомом «In Stereo», який включав сингли «Freestyler», «Uprocking Beats», та «B-Boys & Flygirls», що стали популярними у Великій Британії. Сингл «Uprocking Beats» посідав аж 1 сходинку фінського хіт-параду «Finnish Dance chart». Протягом 2000 року популярність поширилась на всю Європу. Сингл «Freestyler» займав 1 сходинку протягом довгого часу у танцювальних чартах Туреччини, Австралії, Нової Зеландії, Данії, Норвегії, Швеції, Нідерландів, Італії та Німеччини, а крім цього, був другим у Великій Британії. Також у 2000 році гурт визнався найкращим у Скандинавії за версією «MTV».
У 2002 році відбувся реліз другого альбому фіннів «Burnin' Sneakers», до якого увійшли сингли «Super Electric», «Live Your Life» разом із Max'C, а ще популярна у ті дні «Something Goin' On» разом із Джессікою Фолкер. Альбом не став таким знаним, як попередній, але добре продавався у Фінляндії та увійшов у список 10 найкращих альбомів на Німеччині.
У вересні 2002 року дует покидає Ісмо Лаппалайнен (DJ Gismo), натомість приходять Ріку Пентті та Окке Комулайнен. Після цього відбувається реліз реміксу на пісню «Back to Back».
У 2004 році виходить третій, останній альбом гурту «Reverse Psychology», який включав сингли «No Way in Hell» та «Hypnotic» в парі з Єленою Маді.
У листопаді 2018 року було анонсовано тур із п'яти виступів на фестивалях у Фінляндії. На честь двадцятиріччя колективу зібрався штат з B.O.W., DJ Gismo і JS16.
У лютому 2019 року вийшла нова версія кліпу на пісню, що стала візитівкою, «Freestyler» за участю основного складу гурту. 27 березня 2019 року музиканти підтвердили чутки, які ходили між фанатів, про початок роботи над новим альбомом.

## Склад

### Поточний склад
- Реймонд Ібенкс (aka B.O.W. or B.O. Dubb) — MC (1998—2005, 2018—дотепер)
- Ісмо Лаппалайнен (aka DJ Gismo) — DJ (1998—2002, 2018—дотепер)
- Яакко Саловаара (Jaakko Salovaara aka JS16) — продюсер і автор музичної складової альбомів «In Stereo», «Burnin’ Sneakers» та половини диска «Reverse Psychology». У 2018 став «видимим» учасником колективу (2018—дотепер)

### Колишні учасники
- Арі Тойкка (aka A.T.) — ударні (1998—2005)
- Вілле Мякінен (aka Mr. Wily) — бас, клавішні (1998—2005)
- Ріку Пентті (aka DJ Infekto) — DJ, клавішні (2002—2005)
- Окке Комулайнен — клавішні (2001—2005)

## Дискографія

### Альбоми
- 1999 In Stereo (Epidrome)
- 2002 Burnin' Sneakers (Epidrome / Sony Music Entertainment (Finland) Oy)
- 2004 Reverse Psychology (Polydor / Universal Music Domestic Division)

### Сингли
- 1998 Uprocking Beats (перевидано в 2000 р.)
- 1999 B-Boys & Flygirls (перевидано в 2000 р.)
- 2000 Freestyler
- 1999 Other Emcee's
- 1999 Rocking (Just To Make Ya Move)
- 1999 Sky's The Limit
- 2001 Super Electric
- 2002 Live Your Life (feat. Max'C)
- 2002 Back To Back (feat. Z-MC)
- 2002 Something Going On (feat. Jessica Folcker)
- 2004 Hypnotic
- 2004 No Way In Hell
- 2004 Turn It Up (feat. Anna Nordell)